# Modesto Higueras Cátedra
Pour les articles homonymes, voir Higueras (homonymie) et Catedra.
Modesto Higueras Cátedra, né à Santisteban del Puerto, en Andalousie, le 10 février 1910 et mort à Madrid le 10 novembre 1985, est un acteur et metteur en scène de théâtre espagnol.

## Biographie
Il fait partie d'une grande famille d'artistes : il est le fils du sculpteur Jacinto Higueras, le frère de Jacinto Higueras Cátedra, également sculpteur, et l'oncle de la soprano Ana Higueras.
Avec son frère Jacinto, il rejoint la troupe de théâtre de la Barraca durant la République espagnole, avec Federico García Lorca.